# Провалівка
Прова́лівка — село в Україні, у Житомирському районі Житомирської області. Входить до складу Любарської селищної громади. Населення за переписом 2001 року становить 437 осіб (2001).

## Історія
У 1906 році — село Любарської волості Новоград-Волинського повіту Волинської губернії. Відстань від повітового міста 80 верст, від волості 7. Мешканців 1042.
У 1923—60 роках — адміністративний центр Провалівської сільської ради Любарського району.

## Населення

### Мова
Розподіл населення за рідною мовою за даними перепису 2001 року:
| Мова       | Кількість | Відсоток |
| ---------- | --------- | -------- |
| українська | 435       | 99.54%   |
| російська  | 1         | 0.23%    |
| білоруська | 1         | 0.23%    |
| Усього     | 437       | 100%     |